# Changzhug, Nedong
Changzhug är en köping i Kina.   Den ligger i den autonoma regionen Tibet, i den sydvästra delen av landet, 2 500 km sydväst om huvudstaden Peking. Changzhug ligger 3 583 meter över havet och antalet invånare är 6 621. Befolkningen består av 3 348 kvinnor och 3 273 män. Barn under 15 år utgör 19,0 %, vuxna 15-64 år 74 %, och äldre över 65 år 6,0 %.
Terrängen runt Changzhug är varierad. Runt Changzhug är det ganska glesbefolkat, med 30 invånare per kvadratkilometer. Närmaste större samhälle är Pozhang, 10,7 km sydost om Changzhug. Trakten runt Changzhug består i huvudsak av gräsmarker.
Ett kallt stäppklimat råder i trakten. Årsmedeltemperaturen i trakten är 9 °C. Den varmaste månaden är juni, då medeltemperaturen är 16 °C, och den kallaste är januari, med 2 °C. Genomsnittlig årsnederbörd är 735 millimeter. Den regnigaste månaden är juli, med i genomsnitt 218 mm nederbörd, och den torraste är februari, med 2 mm nederbörd.